# Annika Pages
Annika Pages (n. 31 iulie 1968, Hamburg) este o actriță germană fiica actorilor Ursula și Harald Pages, ca și sora mai mică a actriței Svenja Pages. Ea a jucat  în numeroase piese de teatru, filme cinema și TV.

## Filmografie (selectată)
- 1994: Tafelspitz
- 1997: Ein Herz wird wieder jung
- 2000: Ein Geschenk der Liebe
- 2001: Love Letters
- 2002: Die Affäre Semmeling